# Jabłoń-Rykacze
Jabłoń-Rykacze – wieś w Polsce położona w województwie podlaskim, w powiecie wysokomazowieckim, w gminie Wysokie Mazowieckie.
W latach 1975–1998 miejscowość administracyjnie należała do województwa łomżyńskiego.
Wierni kościoła rzymskokatolickiego należą do parafii św. Apostołów Piotra i Pawła w Jabłoni Kościelnej.

## Historia wsi
Wieś drobnoszlachecka założona w XV lub XVI w. Jedna ze wsi okolicy szlacheckiej Jabłoń, wzmiankowanej już w XV w. Wsie rozróżnione drugim członem nazwy. Wymieniona w dokumentach w roku 1569.
W I Rzeczypospolitej należała do ziemi bielskiej.
W roku 1827 wieś liczyła 16 domów i 103 mieszkańców. Pod koniec XIX w. należała do powiatu mazowieckiego, gmina Piekuty, parafia Jabłoń. Grunty rolne zajmowały powierzchnię 158 morgów. We wsi znajdował się wiatrak.
W roku 1921 w miejscowości naliczono 14 budynków z przeznaczeniem mieszkalnym i 2 inne, zamieszkałe oraz 75 mieszkańców (37 mężczyzn i 38 kobiet). Wszyscy podali narodowość polską i wyznanie rzymskokatolickie.